# Архимандрит Лазар (Абашидзе)
Архимандрит Лазар (23. јула 1959, Гагра — 17. августа 2018, Тбилиси),  — свештенослужитељ у Грузинској православној цркви, архимандрит, иконописац, мисионар, духовни писац, издавач, антимодерниста, антиекумениста.

## Биографија
Архимандрит Лазар, у свијету Михаил Петрович Абашидзе-Десимон, родио се 23. јула 1959. године у Абхазији, у граду Гагра. Стекао је свјетско образовање. 
У раним двадесетим годинама доспјела му је у руке Библија и Катихизис. Оно што је прочитао оставило је снажан утисак на њега, нарочитао глава пророчанства Исаијина о страдањима Христовим. Од тада је почео озбиљно да се занима Православљем и настојао је да спозна његову суштину. Послије неопходне припреме, крстио се са 24 године у московском храму Пророка Божјег Илије, 11. марта 1984. године. Крстивши га, свештеник га је упитао о будућим плановима, на шта му је новокрштени Михаил одговорио да је ријешио да неко вријеме проживи у манастиру. 
Већ 20. марта 1984. године Михаил одлази у Бетански мушки манастир, у којем је, благодарећи архимандриту Јовану Мајсурадзеу и схиархимандриту Јовану Мхеидзеу (савременим светима - Грузинска православна црква их је канонизовала 2003. године) установљен усредсређени монашки молитвени живот. Овај манастир је био први мушки манастир који је добио дозволу да буде отворен у совјетско вријеме, 1978. године.
Године 1986, на празник Благовијести, пострижен је у монаха и добија име Лазар. Исте године, на Лазареву суботу, Патријарх Илија рукоположио га је у чин ђакона, а на Духове (празник Свете Тројице) у свештеника.
Од 1987. године до 14. јануара 1997. године отац Лазар је био настојатељ Бетанског монастира. 
Године 1990. отац Лазар је живописао капелу Свете царице Тамаре. 
У прољеће 1991. године Католикос-Патриарх све Грузије Илия II произвео је отца Лазара у чин архимандрита. Игуман Бетаније био је до 1997. године. У то вријеме писао је о аскетици, молитви, паганским религијама и екуменизму.
Године 1997. био је један од настојатеља манастира и монаха који су написали посланицу грузинском Католикосу-Патријарху Илији Другом у којој се захтијевао излазак из Свјетског савеза цркава (ССЦ) због савременог стремљења мијешању вјера, умјесто проповиједања Православља, како су шездесетих година првобитно предвиђили Патријарх Алексеј Први и грузински патријарси. Према свједочењу познатог московског иконописца, отац Лазар је престао даље да помиње патријарха у светим молитвама, али је по савјету архимандрита Јована (Крестјанкина), духовника псковског манастира, поново почео да га помиње; патријарх Илија је одлучио да се Грузинска Црква повуче из ССЦ.
У прољеће 1997. године он  је са двојицом послушника отишао на Свету гору Афон. Вративши се послије мјесец и по дана, 20. маја 1997. године, доселио се у село Табаруки, у кућу коју му је даровао блиски вјерујући човјек. Тамо је основао скит Рождества Пресвете Богородице.
У јесен 1998. године, отац Лазар и његови два духовна чеда повлаче се дубље у планину Кармил, изнад села Табаруки. У планини оснивају Воскресењски манастир. Године 1999. отац Лазар примио је и трећег послушника. Сопственим рукама подигли су двије цркве и двије келије. Једновремено са тим тешким физичким трудом, отац Лазар је писао књиге и изображавао иконе.
Архимандрит Лазар је иступао изобличавајући духовне пороке, најчешће заступљене на путу савременог човјека, као што су блуд, окултизам, хиндуизам, јога, кунг фу, рок музика, наркоманија и др.
У мају 2016. љекари су му дијагностиковали тешку болест. Неколико дана пред смрт, у августу 2018, превежен је на интензивну његу у Тбилиси. 
Преставио се у Господу, 17. августа 2018. године. Сахрањен је у манастиру Васкрсења Христова на планини Кармил, манастиру који је подигао сопственим рукама.

## Књиге
Књиге „Гријех и покајање посљедњих времена“, „О тајним болестима душе“ и „Душа, оптерећена духом унинија“, помажу разумијевању истините духовне суштине тих појава и проналажањењу пута ка спасењу. 
Књиге „О монаштву“, „Бетанија, дом сиромаштва“, „Мучење љубави, келијни записи“ говоре о сложеном монашком путу у савременом свијету. Многе његове књиге, нарочито „Гријех и покајање посљедњих времена: О тајним болестима душе“, многократно су издаване посљедњих година и превођене на друге језике.
На српски језик су преведена његова дела: „У вавилонској пећи. О гријеху блуда“, „Тајна исповести“, „Мучење љубави, келијни записи“, „О тајним болестима душе“.
Списак књига:
1. О исповести, српско издање;
2. Мучење љубави, српско издање, (Мучение любви);
3. У вавилонској пећи, српско издање, (В пещи вавилонской. О грехе блуда[мртва веза]);
4. О тајним болестима душе, српско издање, (О тайных недугах души);
5. Грех и покаяние последних времен;
6. Пасха без креста, или ещё раз об экуменизме;
7. Восточные культы;
8. Грех Адамов (О некрещеных младенцах)[мртва веза];
9. Голос заботливого предупреждения (о беспрекословном послушании в наше время);
10. Под сенью креста Христова (о единоспасительности Православия);